# Bardonia
Bardonia är en så kallad census-designated place i kommunen Clarkstown i Rockland County i delstaten New York. Vid 2010 års folkräkning hade Bardonia 4 108 invånare.